# Список изображений на обложке Sgt. Pepper’s Lonely Hearts Club Band

Обложка альбома

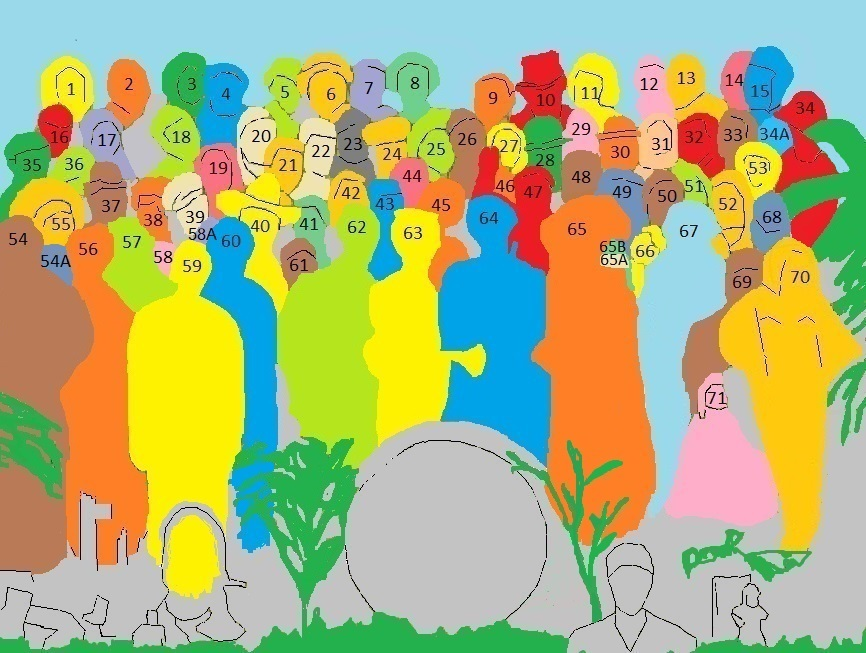

Обложка альбома The Beatles Sgt. Pepper’s Lonely Hearts Club Band изображает музыкантов группы в окружении нескольких десятков картонных фигур известных людей и разнообразных предметов.
По опросу, проведённому среди британских любителей музыки, а также согласно мнению журнала Rolling Stone, обложка Sgt. Pepper’s… занимает первое место среди обложек музыкальных альбомов. Она была создана известным художником Питером Блейком и фотографом Майклом Купером. Авторы идеи — дизайнер Роберт Фрейзер и Пол Маккартни.
Передняя сторона обложки представляет собой красочную композицию из картонных фигур различных известных людей в натуральную величину; собственно музыкантов The Beatles в центре; их восковых фигур из музея мадам Тюссо; барабана с надписью Sgt. Pepper’s Lonely Hearts Club Band; клумбы (или могилы) с выложенной из цветов надписью «Beatles»; ещё нескольких разнообразных предметов (кукла, бюст, туба и так далее).
Роберт Фрейзер, один из лидеров британского искусства 1960-х, был хорошим знакомым Пола Маккартни. Фрейзер убедил его и всю четвёрку отказаться от первого варианта обложки альбома, представленного группой художников «The Fool», и предложил собственную кандидатуру на роль арт-директора. Он и пригласил для работы над обложкой Питера Блейка. По словам Блейка, изначально предполагалось, что музыканты в образе «Оркестра сержанта Пеппера» будут изображены играющими в парке. По ходу разработки концепции эта идея трансформировалась в окончательный вариант обложки Sgt. Pepper’s…
Похожие на военную форму костюмы для музыкантов были разработаны дизайнером Мануэлем Куэвасом. Они должны были выглядеть максимально «невоенными» и были пошиты из атласа ярких цветов. «Форму» трёх музыкантов украшает какой-либо значок или орден: Орден Британской империи у Маккартни и Харрисона, герб Великобритании у Леннона и значок полиции провинции Онтарио у Старра. В руки музыкантам было решено вложить парадоксальные «небитловские» инструменты: Джон держит валторну, Ринго — трубу, Пол — английский рожок, а Джордж — флейту.
Среди более чем семидесяти картонных фигур, окружающих членов группы, можно увидеть изображения Марлен Дитрих, Боба Дилана, Алистера Кроули, Зигмунда Фрейда, Эдгара По, Карла Маркса, Оскара Уайльда, Марлона Брандо, Фреда Астера, Мэрилин Монро, Бернарда Шоу, Альберта Эйнштейна, Лоуренса Аравийского. Крайняя левая фигура третьего ряда изображает Стюарта Сатклиффа, бывшего бас-гитариста The Beatles, умершего в возрасте 21 года в 1962-м. Картонные фигуры выреза́л Блейк; раскрашивала их его жена Дженн Хоуорт. На подготовку ушло 8 дней.
Большинство фигур появились на обложке по инициативе Маккартни, Леннона и Харрисона. Некоторые предложения исходили от Блейка и Фрейзера, а Ринго Старр предоставил право выбора остальным и не стал участвовать в составлении списка. Некоторые персоналии, первоначально присутствовавшие в этом списке, в итоге не попали на обложку. Актёр Лео Горси потребовал денежного вознаграждения за право размещать его портрет; Махатма Ганди исчез по просьбе управляющих EMI, которые опасались, что использование изображения духовного лидера Индии негативно скажется на продажах альбома в этой стране; мексиканский актёр Херман Вальдес попросил заменить его фигуру мексиканским подсвечником. По этическим причинам решено было отказаться и от предложенных Ленноном Иисуса Христа и Адольфа Гитлера (точнее, изображение Гитлера присутствовало на съёмке, но оказалось полностью скрыто за Джонни Вайсмюллером). Актриса Мэй Уэст поначалу запретила использовать её фотографию, заявив, что «ей нечего делать в клубе одиноких сердец», но после того как члены группы направили ей личное письмо, всё же дала согласие на помещение своей фигуры на обложку.
Кроме картонных фигур, композиция содержит разнообразные предметы, среди которых подсвечник, телевизор, две каменные фигуры, статуэтка Белоснежки, фигура индийской богини Лакшми, кальян, садовый гном, кукла с надписью Welcome the Rolling Stones (Добро пожаловать, Rolling Stones) на свитере и другие. Фигура садового гнома (с росписью всех участников The Beatles) была подарена Найджелу Хартнапу, ассистенту фотографа Майкла Купера. Обложка барабана с надписью «Sgt. Pepper’s Lonely Hearts Club Band» некоторое время хранилась у Леннона дома; альтернативный рисунок хранился у Маккартни.
В 2011 году обложка альбома заняла третье место в списке лучших обложек альбомов всех времен по мнению читателей интернет-издания Music Radar. Гонорар Питера Блейка составил 200 фунтов.
Создатели обложки получили в 1968 году приз «Грэмми» за лучшую обложку альбома или графическую работу.

Люди, изображённые на картонных фигурах, сверху вниз и слева направо:

## Верхний ряд
- (1) Шри Юктешвар Гири (гуру)
- (2) Алистер Кроули (мистик)
- (3) Мэй Уэст (актриса)
- (4) Ленни Брюс (комик)
- (5) Карлхайнц Штокгаузен (композитор)
- (6) Уильям Клод Филдс (комик)
- (7) Карл Густав Юнг (психолог)
- (8) Эдгар Алан По (писатель)
- (9) Фред Астер (актёр, танцор)
- (10) Ричард Меркин (художник)
- (11) Девушка (художник — Альберто Варгас)
- (12) Лео Горси (актёр) (заретуширован, так как за появление на обложке потребовал денег)
- (13) Хантц Холл (актёр)
- (14) Саймон Родайа (дизайнер)
- (15) Боб Дилан (рок-музыкант)

## Второй ряд
- (16) Обри Бердслей (художник)
- (17) Сэр Роберт Пиль (Премьер-министр Великобритании)
- (18) Олдос Хаксли (писатель)
- (19) Дилан Томас (поэт)
- (20) Терри Саутерн (писатель)
- (21) Дион Ди Муччи (певец)
- (22) Тони Кёртис (актёр)
- (23) Уоллес Берман (художник)
- (24) Томми Хэндли (комик)
- (25) Мэрилин Монро (актриса)
- (26) Уильям Сьюард Берроуз (писатель)
- (27) Махаватар Бабаджи (гуру)
- (28) Стэн Лорел (актёр)
- (29) Ричард Линднер (художник)
- (30) Оливер Харди (актёр)
- (31) Карл Маркс (философ)
- (32) Герберт Уэллс (писатель)
- (33) Парамаханса Йогананда (гуру)
- (34A) Джеймс Джойс (писатель) (скрытое изображение)
- (34) Неизвестный (манекен, позаимствованный в местной парикмахерской)

## Третий ряд
- (35) Стюарт Сатклифф (художник, бывший битл)
- (36) Неизвестный (манекен, позаимствованный в местной парикмахерской)
- (37) Макс Миллер (комик)
- (38) Девушка (художник — Джордж Петти)
- (39) Марлон Брандо (актёр)
- (40) Том Микс (актёр)
- (41) Оскар Уайльд (писатель)
- (42) Тайрон Пауэр (актёр)
- (43) Ларри Белл (художник)
- (44) Дэвид Ливингстон (миссионер, исследователь)
- (45) Джонни Вайсмюллер (актёр, пловец)
- (46) Стивен Крейн (писатель)
- (47) Исси Бонн (комик)
- (48) Бернард Шоу (драматург)
- (49) Х. С. Уэстерман (скульптор)
- (50) Альберт Стаббинс (футболист)
- (51) Лахири Махасая (гуру)
- (52) Льюис Кэрролл (писатель)
- (53) Лоуренс Аравийский

## Передний ряд
- (54) Восковая фигура — Сонни Листон (боксёр)
- (55) Ширли Темпл (актриса)
- (56) Восковая фигура — Джордж Харрисон
- (57) Восковая фигура — Джон Леннон
- (58) Темпл, Ширли
- (58A) Мастроянни, Марчелло
- (59) Восковая фигура — Ринго Старр
- (60) Восковая фигура — Пол Маккартни
- (61) Альберт Эйнштейн (физик)
- (62) Джон Леннон
- (63) Ринго Старр
- (64) Пол Маккартни
- (65) Джордж Харрисон
- (65A) Бетт Дейвис (скрытое изображение)
- (65B) Тимоти Кэри[англ.] (скрытое изображение)
- (66) Бобби Брин (певец)
- (67) Марлен Дитрих (актриса)
- (68) Махатма Ганди (индийский лидер) (изображение удалено по просьбе фирмы EMI из опасения, что альбом будет запрещён в Индии)
- (69) Херман Вальдес[англ.] (актёр) (изображение изменено)
- (70) Диана Дорс (актриса)
- (71) Темпл, Ширли

## Другие объекты
- Две тряпичные куклы
- Подсвечник
- Телевизор
- Две каменные фигуры
- Статуя из дома Джона Леннона
- Кубок
- Фигурка богини Лакшми
- Кукла в свитере с надписью "Добро пожаловать, The Rolling Stones»
- Барабан с названием альбома
- Кальян
- бархатная змея
- Японская статуэтка
- Статуэтка Белоснежки
- Садовый гном
- Туба

## Исключённые персонажи
Помимо уже упомянутых Горси и Ганди, чьи изображения были закрашены, ряд других лиц должен был появиться на обложке:
- Иисус Христос — изображение было решено не включать, так как прошел лишь год после скандального заявления Леннона о том, что «Битлз» популярнее Иисуса.
- Адольф Гитлер — его изображение видно на ранних фотографиях коллажа, но в окончательной версии его изображение скрыто за фигурой Джонни Вайсмюллера[6].
- Мексиканский актёр Херман Вальдес[англ.], более известный как Тин-Тан), — по просьбе артиста Ринго Старр заменил его изображение мексиканским подсвечником[7].